# 內史騰
內史騰（？—？），又作內史勝，姓氏不詳，可能是辛，名騰或勝，戰國時期韓國將領，後降秦，在秦王政時被任命為南陽守。內史為官名，官至內史，負責管轄秦朝京師的事務。

## 生平
秦王政十六年（前231年），韓王安獻出南陽一帶的土地（今河南境王屋山（太行山餘脈）南、黃河以北地區）向秦稱臣。同年九月，秦王政委任韓國降將騰（後來的內史騰）代理南陽守一職。
秦王政十七年（前230年），騰奉命攻打韓國並擒獲韓王安，將其國之地設置潁川郡，建郡治於陽翟（今河南禹州）。
秦王政十八年（前229年），滅韓國後，準備攻打楚國，便命騰駐守在南郡。
秦王政二十年（前227年），同年四月，騰為了嚴明律法，發布了一紙極其有名的文告給縣、鄉。騰又命人發佈文書，申明為吏之道。他的兩篇文告，是在雲夢秦陸安令史「喜」墓中發掘出的，文告放置在墓主頭及腹部。學者推測「喜」應當是騰的屬吏。
秦王政二十六年（前221年），秦一統六國，騰被任命為內史，負責管理京師咸陽的事務，很可能老死於任上。